# Stanisław Pasynkiewicz
Stanisław Pasynkiewicz (ur. 28 marca 1930 w Włodzimierzu Wołyńskim, zm. 15 listopada 2021) – polski chemik, profesor nauk chemicznych, działacz komunistyczny, wykładowca akademicki Politechniki Warszawskiej, w latach 1973–1981 rektor uczelni, członek korespondent Polskiej Akademii Nauk.

## Życiorys

### Wykształcenie i działalność naukowa
Urodził się w 1930 we Włodzimierzu Wołyńskim. Jego rodzicami byli Wojciech Pasynkiewicz i Olga Liszyn. W 1950 ukończył Liceum im. Tadeusza Kościuszki w Toruniu, następnie rozpoczął studia na Wydziale Chemicznym Politechniki Warszawskiej, w 1956 uzyskał tytuł magistra inż., jego praca dyplomowa nosiła tytuł: „Utlenianie akroleiny do kwasu akrylowego na katalizatorze wanadowym”. W 1955 został asystentem w Katedrze Technologii Organicznej Politechniki Warszawskiej. W 1960 uzyskał doktorat z chemii, rozprawa doktorska nosiła tytuł: „Reakcje glinu metalicznego z chlorkami alkilów w celu otrzymania związków glino-organicznych służących do polimeryzacji etylem metodą bezciśnieniową”. Habilitował się w Politechnice Śląskiej w Gliwicach w 1965. W 1970 uzyskał nominację na profesora nadzwyczajnego, a pięć lat później na profesora zwyczajnego. W roku 1970 został dyrektorem Instytutu Chemii i Technologii Organicznej, funkcję tę sprawował do 1973, a przez następne lata był kierownikiem Zakładu Katalizy Homogennej i Chemii Metaloorganicznej. W latach 1969–1971 sprawował funkcję dziekana Wydziału Chemicznego PW.
W latach 1973–1981 sprawował funkcję rektora Politechniki Warszawskiej. Zrezygnował z tej funkcji w styczniu 1981 na skutek protestów uczelnianej „Solidarności”. W tym okresie nastąpił szybki rozwój kadry naukowo-dydaktycznej, powołano trzy instytuty – Instytut Inżynierii Chemicznej, Instytut Inżynierii Materiałowej i Instytut Transportu, a także zrealizowano kilka istotnych inwestycji m.in. wybudowano gmachy wydziałów Inżynierii Lądowej i Inżynierii Sanitarnej. S. Pasynkiewicz nawiązał współpracę z wieloma ośrodkami naukowymi w Polsce – Polską Akademią Nauk, Polskim Towarzystwem Chemicznym i za granicą – Central Institut für Organische Chemie w Berlinie, Instytutem Elementoorganicznych Związków Akademii Nauk w Rosji i uczelniami: University of Amherst i Georgia Technology University w Stanach Zjednoczonych.
Zakres badań prowadzonych przez S. Pasynkiewicza dotyczył przede wszystkim związków metaloorganicznych, katalizatorów homogennych, mechanizmów reakcji. W latach 1959–1995 S. Pasynkiewicz opatentował przeszło 40 wynalazków. Pod jego kierunkiem powstały 34 prace doktorskie, habilitowało się 10 osób, natomiast 4 uczniów uzyskało stopień profesora tytularnego.
Pracował jednocześnie w Instytucie Chemii Przemysłowej im. prof. Ignacego Mościckiego.
W 1976 został członkiem korespondentem Polskiej Akademii Nauk. Był również członkiem Polskiego Towarzystwa Chemicznego, a od 2001 honorowym przewodniczącym Federacji Europejskich Towarzystw Chemicznych.

### Działalność polityczna
Należał do Związku Młodzieży Polskiej, a od 1950 do 1951 był kierownikiem wydziału w zarządzie wojewódzkim tej organizacji w Bydgoszczy. W 1948 wstąpił do Polskiej Partii Robotniczej, a następnie do Polskiej Zjednoczonej Partii Robotniczej. W latach 1949–1950 wchodził w skład Komitetu Miejskiego PZPR w Toruniu. Od 1951 do 1953 oraz od 1961 do 1965 pełnił funkcję I sekretarza oddziałowej organizacji partyjnej przy Wydziale Chemicznym Politechniki Warszawskiej, a od 1956 do 1959 wchodził w skład Egzekutywy tej OOP. W latach 1951–1954 był II sekretarzem, a następnie instruktorem Komitetu Uczelnianego PZPR na PW. Od 1965 do 1967 pełnił ponownie funkcję sekretarza KU. W latach 1975–1981 był kolejno zastępcą członka i członkiem Komitetu Warszawskiego PZPR, a od 1979 do 1981 członkiem Egzekutywy tego Komitetu.

## Stanowiska
- 1955 asystent w Katedrze Technologii Organicznej Politechniki Warszawskiej;
- 1969/1970–1970/1971 dziekan Wydziału Chemicznego Politechniki Warszawskiej.
- 1970 dyrektor Instytutu Chemii i Technologii Organicznej;
- Kierownik Zakładu Katalizy Homogennej i Chemii Metaloorganicznej;
- 1973/1974–1980/1981 rektor Politechniki Warszawskiej[4];

## Członkostwa
- Od 1976 członek korespondent PAN (Polskiej Akademii Nauk);
- 1972–1980 sekretarz naukowy Komitetu Nauk Chemicznych PAN;
- Przewodniczący Sekcji Chemii Metaloorganicznej;
- Od 1971 członek Międzynarodowego Komitetu Doradczego Konferencji Chemii Metaloorganicznej;
- Członek rad wydawniczych czasopism: od 1990 „Main Group Metal Chemistry, od 1993 „Journal of Organometallic Chemistry”[4];

## Nagrody, wyróżnienia, odznaczenia
- 1946 Złoty Krzyż Zasługi;
- 1974 Krzyż Oficerski Orderu Odrodzenia Polski;
- 1975 Francuskie Palmy Akademickie;
- 1975 Medal Akademii Nauk NRD;
- Honorowy Medal Federacji Europejskich Towarzystw Chemicznych
- Tytuł honorowy i odznaka „Zasłużony Nauczyciel PRL”;
- 1962 nagroda Polskiego Towarzystwa Chemicznego;

Wielokrotnie wyróżniany nagrodami sekretarza naukowego PAN i ministra edukacji narodowej.

## Ważne publikacje
Autor:
- „Preparatyka związków metaloorganicznych” – Warszawa 1993;

Współautor:
- „Principles and advances in molecular catalysis” – Wrocław 1993;
- „Organometallics and molecular catalysis” – Wrocław – Poznań 1996;
- „Metal clusters in chemistry” – Wiley – VCH 1999;

Autor przeszło 220 artykułów.